# 印度支那安全总局
印度支那安全总局（法語：Sûreté générale indochinoise）是法属印度支那的一个镇压机构，由法属印度支那总督总督阿尔贝·萨罗于1917年创立。它的任务是遏制越南民族主义的发展。